# Caligrafia georgiana

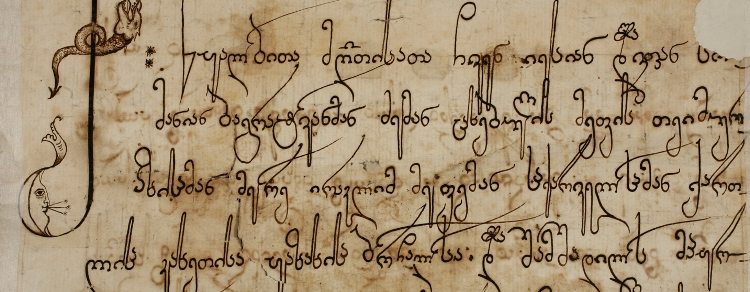
Caligrafia georgiana.

Caligrafia georgiana (em georgiano:  ქართული კალიგრაფია georgiano, ქართული კალიგრაფია kartuli k'aligrapia) é uma forma de caligrafia ou escritura artística da língua georgiana que se praticou nos três alfabetos georgianos.
Existe uma tradição de séculos nesta arte e o cristianismo tem tido um papel importante na vida literária georgiana, já que os monges e outros religiosos da igreja ortodoxa georgiana têm deixado muitos manuscritos e registros históricos.

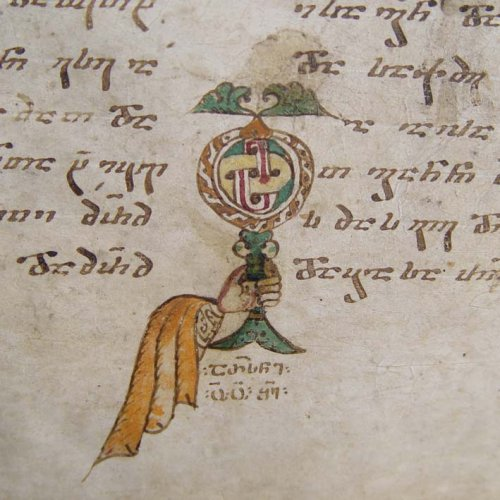
Manuscrito alumiado dos Evangelhos que data do s. XI.

Em 14 de abril da cada ano celebra-se na Georgia o Dia da Língua Georgiana, ocasião na que se levam a cabo concursos de caligrafia e se entrega prêmios aos melhores calígrafos no Centro Nacional Georgiano de Manuscritos.
Fora da Georgia também existem lugares com mostras importantes de caligrafia georgiana em decorações ou documentos, tais como o Mosteiro de Iviron em Grécia ou o Mosteiro da Cruz em Israel.